# Willi Lassen
Willi Lassen (* 1906 in Hamburg; † 25. August 1973 in Karlsruhe) war ein deutscher Schulleiter und Autor. Lassen gehörte zum militärischen Widerstand gegen Hitler und hat ab 1945 einen bis heute kaum bekannten wichtigen Beitrag zum Aufbau einer demokratischen Erziehung in Schleswig-Holstein geleistet.

## Leben und Wirken

### 1920–1936
Willi Lassen studierte von 1924 bis 1929 in Hamburg Englisch, Mathematik, Germanistik, Kunstgeschichte und Philosophie. Er verließ die Universität ohne Abschluss, absolvierte erst 1936 eine Lehramtsprüfung in Englisch, Deutsch und Mathematik – mit Auszeichnung. In der Zwischenzeit soll er in eine Lebenskrise geraten sein, die vermutlich mit seiner Homosexualität zu tun hatte. Mit hoher Wahrscheinlichkeit hatte er zwischenzeitlich eine Beziehung zum Fotografen Herbert List und diente wie dieser in Stephen Spenders Roman „The Temple“ als Vorbild für eine wichtige Figur, die des „Willy Lassel“. Jahrzehnte später schrieb Spender in einem Vorwort zu einem Bildband offen – in englischer Schreibweise – von einem „Willy Lassen“. Aus der Lebenskrise half ihm Jan Lauts heraus, den er im Kunstgeschichtsstudium kennengelernt hatte. Beide gingen eine – in der Öffentlichkeit nicht bekannte – Beziehung ein, die bis zu Willi Lassens Tod bestand.

### 1936–1944
Nach dem Lehrerexamen bis zum Kriegsausbruch arbeitete Lassen in England an der berühmten Oundle Public School. Ab Januar 1940 war er Soldat der deutschen Wehrmacht, ab Februar 1940 in der Nachrichten-Dolmetscher-Ersatz- und Ausbildungs-Abteilung des Heeres in Meißen, wo er die Dolmetscherschule für Englisch leitete. Dort sollten v. a. Soldaten zum Abhören der Alliierten-Funksprüche ausgebildet werden. Durch Lassens exzellente Englischkenntnisse nahm er dort eine wichtige Funktion ein und konnte in der Dienststelle gegen Bedenken der Militärs eine nicht-militärische Atmosphäre schaffen. Lassen gab in diesen Jahren ein Lehrbuch für die Wehrmacht heraus und schaffte es, im Vorwort keine völkische oder nationalsozialistische Vokabel zu verwenden. In den letzten Kriegsjahren gehörte Lassen zum militärischen Widerstand gegen Hitler und hat versucht, andere Soldaten durch Anforderung in seine Dienststelle vor einem Einsatz an der Rußlandfront zu bewahren, so seinen Freund Jan Lauts, der zu der Zeit schon an der Kunsthalle Karlsruhe tätig war. Zum Zeitpunkt des gescheiterten Attentats auf Hitler war Lassen bereits in den Stab der 277. Infanterie-Division in der Normandie versetzt worden. Einen Monat nach dem Attentat rettete er sich, wie er selbst sagte, in englische Kriegsgefangenschaft, um einer drohenden Verhaftung zu entgehen.

### 1944–1948
Schon sehr früh war Lassen in einem „Antinazilager“, er kam schließlich in das Lager „Norton Camp“ in Nottinghamshire, das wie das bekanntere Wilton Park eine Lageruniversität und -Schule darstellte. Das Norton Camp war u. a. von Birger Forell als Ausbildungsstätte für Theologen initiiert worden. Lassen war als Lehrer u. a. für Englisch in das Camp gerufen worden, wurde dann Prüfungskommissar für das Abitur für Deutsche Soldaten in englischer Kriegsgefangenschaft. Das Norton Camp war 1946 in einer Konferenz in London u. a. mit Adolf Grimme als leitendes Lager zum Erlangen des Abiturs in englischer Kriegsgefangenschaft bestimmt worden. Willi Lassen wurde hierbei zur zentralen Figur. Seine Unterschrift unter einem Zeugnis wurde schließlich in allen drei Westzonen als Zugangsberechtigung zu einer Universität gewertet. Insgesamt erhielten 200 deutsche Kriegsgefangene im Norton Camp ihre Abiturprüfung. Zudem wurden 600 Volksschullehrer ausgebildet, die in Deutschland, wo der gesamte Erziehungsapparat von NS-Parteikadern durchdrungen war, dringend gebraucht wurden. Willi Lassen gab im Lager seinen Mitgefangenen ein Beispiel, wie man anders als im deutschen Kasernenhofton mit „Diplomacy“ viel erreichen kann. Er wurde in Briefen von Mitgefangenen als Meister der Verhandlungen auch mit den englischen „Bewachern“ beschrieben und war deshalb zudem zum Lagerältesten des Norton Camp ernannt worden. Als der YMCA, der die Erziehungsarbeit in den Lagern organisierte, auch für die anderen Kriegsgefangenen Ausbildungsmöglichkeiten anbieten wollte, wurde Lassen schließlich zusätzlich zum Koordinator aller nicht-politischer Bildungsprogramme für 400.000 Kriegsgefangene in den englischen Lagern ernannt.
Die Lager wurden 1948 aufgelöst, Willi Lassen gehörte zu den letzten, die nach Deutschland zurückkehrten. Zuvor hatte er die Abschlussfeiern im Lager organisiert, die in Anwesenheit vieler VIPs zelebriert wurden. Lassen sprach für die POWs in einer Reihe u. a. mit YMCA-Generalsekretär John Mott, der zwei Jahre zuvor den Friedensnobelpreis erhalten hatte.

### 1950–1968
Anders als von ihm erhofft, fand Lassen in Deutschland trotz seiner Kontakte zum Hamburger Bildungssenator Landahl oder zu Adolf Grimme keine Anstellung in Hamburg, sondern wurde Lehrer und schließlich Direktor zweier Gymnasien in Schleswig-Holstein. In St. Peter-Ording leitete er die „Oberschule für Jungen und Mädchen St. Peter“ mit einem angeschlossenen Internat. Diese Schule war schon 1945 vor Kriegsende von und für 394 aus dem Bombenhagel in Berlin geflohene Schüler gegründet worden, die auf einem Irrweg auf der Halbinsel Eiderstedt landeten. Der Unterricht fand anfangs in Pensionen, dann in Baracken statt. Unter Willi Lassens Leitung entstanden die ersten festen Gebäude im Jahr 1954. Die Schule war in diesen Jahren ab 1950 so erfolgreich, dass angesichts stark gestiegener Schülerzahlen sogar im Wohnzimmer des Direktors unterrichtet wurde. Da Lassen schon in England Raubbau an seiner Gesundheit getrieben hatte, musste er die Schule mit ihrer extrem anstrengenden Arbeit verlassen und wurde ab 1957 Direktor der Klaus-Harms-Schule in Kappeln.
In Kappeln bestand, wie an vielen Schulen Schleswig-Holsteins, das Problem darin, dass etliche Lehrer eine NS-Vergangenheit hatten und nicht in die von Lassen angestrebte Reformorientierung einer weltoffenen und liberalen Schule passten. Im Endergebnis schaffte er es trotzdem, indem er alle Bestrebungen förderte, die ein solches Ideal anstrebten. Er war zudem dafür verantwortlich, dass junge Kollegen nach Kappeln kamen, das damals eher als Ort einer Strafversetzung galt. Eric Christian Rust, einer seiner Schüler und heute Professor für europäische Geschichte in Waco, Texas, schreibt über Willi Lassen: „Er gewährte sowohl seinen Lehrern als auch uns Schülern Freiräume, die uns positiv prägten, verantwortungsbewusst machten und halfen, unserem Gymnasium in der hintersten Provinz mit seinen zahlreichen strafversetzten Lehrern einen Charakter und eine horizonterweiternde Qualität zu verleihen, dank derer sich die Klaus-Harms-Schule durchaus mit ihren Rivalen in den größeren Städten messen konnte.“
Willi Lassen wirkte als Gegenbeispiel zur politischen Realität, die durch eine NS-Vergangenheit vieler Politiker und Lehrer gekennzeichnet war. Bis auf eine Ausnahme waren alle Minister der Landesregierung ab 1950 ehemalige NSDAP-Mitglieder. 1968 wurde Willi Lassen aus gesundheitlichen Gründen pensioniert und starb 1973 in der Nähe von Karlsruhe, der Stadt, in der sein Partner Jan Lauts Direktor der Kunsthalle war.

### Netzwerk Kunst
Auch wenn Willi Lassen als Pädagoge wirkte, war seine Leidenschaft die Bildende Kunst. Aus England kehrte er mit einer großen Bibliothek englischsprachiger Kunstliteratur zurück. Willi Lassen und Jan Lauts waren in ein Netzwerk von – aus heutiger Sicht – sehr wichtigen Kunsthistorikern und Kunsthändlern eingebunden. So besuchte Lassen 1937 in England den Historiker Peter Cecil Wilson, der später im Krieg für den Geheimdienst MI6 tätig war und Ian Fleming als Vorbild für die Figur des James Bond gedient haben soll. Wilson führte nach 1945 das Auktionshaus Sotheby’s zu dessen heutiger Bedeutung. Während seiner englischen Kriegsgefangenschaft besuchte Willi Lassen die Kunsthändlerin Grete Ring in London und stand im Kontakt zu Gertrud Bing, die das Aby Warburg Archiv mit nach London gerettet hatte. Willi Lassen und Jan Lauts waren zudem befreundet mit Elfriede Schulze-Battmann, der Schwester des Malers Wols, sowie mit Carmen Gronau, einer weiteren aus Deutschland emigrierten Kunsthistorikerin, die als Stellvertreterin von Peter Wilson bei Sotheby’s arbeitete.

## Veröffentlichungen
- News paper cuttings. Zeitungsausschnitte aus englischen Blättern, sachliche und sprachliche Anmerkungen. Birnbach Verlag, Leipzig 1941
- The High Command Announces – Wortschatz und Phraseologie zur Übersetzung von Wehrmachtsberichten (= Arbeitshefte für den Sprachmittler Heft 1). Leipzig 1941, 5. Auflage Leipzig 1944